# کلاتو (رودان)
کلاتو، روستایی در دهستان آبنما بخش مرکزی شهرستان رودان در استان هرمزگان ایران است.

## جمعیت
بر پایه سرشماری عمومی نفوس و مسکن در سال ۱۳۹۵، جمعیت این روستا برابر با ۵۲ نفر (۱۷ خانوار) بوده‌است.